# Dane DeHaan
Dane William DeHaan (Allentown, Pensilvania, 6 de febrero de 1986) es un actor estadounidense.
Sus papeles incluyen a Andrew Detmer en Chronicle (2012), Jason Glanton en The Place Beyond the Pines (2012), Lucien Carr en Kill Your Darlings (2013), Harry Osborn / Duende Verde en The Amazing Spider-Man 2 (2014), Lockhart en A Cure for Wellness (2016), Valerian en Valerian and the City of a Thousand Planets (2017), Chris Lynwood en ZeroZeroZero y Kenneth Nichols en Oppenheimer (2023). En 2021, protagonizó la miniserie de terror y romance psicológico Lisey's Story. También tuvo un papel en la adaptación de la serie limitada sobre crímenes reales de The Staircase en 2022.

## Biografía
DeHaan nació en Allentown, Pensilvania. Su padre, Jeff DeHaan, es un programador informático, y su madre, Cynthia Boscia, es una ejecutiva de MetLife. Tiene una hermana mayor, Meghann. DeHaan estudió en Emmaus High School, en Emmaus, Pensilvania, durante tres años, para luego pasar a la Escuela de las Artes de la Universidad de Carolina del Norte hasta su último año. Se graduó de UNCSA en 2008. Una vez terminó sus estudios, en 2010, Dane comenzó su carrera cinematográfica trabajando en Amigo, la última película del director nominado al Óscar en dos ocasiones John Sayles.

## Trayectoria profesional
En 2010, recibió el Premio Obie (la más alta distinción del Off-Broadway) por su actuación en la obra ‘The Aliens’, de Annie Baker, representada en el Rattlestick Playwrights Theatre.
Recibió buenas críticas por su conocida interpretación de Jesse en la serie de HBO, ganadora del Globo de Oro, In Treatment. Trabajando junto a Gabriel Byrne, Debra Winger y Amy Ryan, su actuación fue elogiada con apelativos tales como un «revelador descubrimiento» por la revista Variety, «brillante» por el Chicago Sun-Times y «el paciente más convincente de la temporada» por Entertainment Weekly.
En 2012, DeHaan protagonizó Lawless, en la cual actúa junto a Shia LaBeouf, Tom Hardy, Guy Pearce, Gary Oldman y Mia Wasikowska. Dane tuvo un papel en Jack and Diane con Kylie Minogue y Juno Temple. Ese mismo año se dio a conocer aún más gracias a la película Chronicle donde interpreta a Andrew Detmer, un chico con poderes de telequinesis. 
Junto a Daniel Radcliffe, Elizabeth Olsen y Jack Huston  protagonizó la película Kill Your Darlings en 2013, un thriller en torno a un asesinato que implicó a los escritores que dieron lugar a la llamada Generación Beat. También en 2013 protagonizó la película de Metallica Through the Never en la que da vida a un joven que debe conseguir una pieza vital para el show de la banda.
En 2014, DeHaan interpretó a Harry Osborn/Duende Verde en la película The Amazing Spider-Man 2: Rise of Electro. Ese mismo año, el actor participó en el video musical «I Bet My Life», de la banda estadounidense Imagine Dragons.
En julio de 2017 se anunció que Vincent D'Onofrio sería el director de la película wéstern The Kid, rodada en 2018 y protagonizada por Dane DeHaan, en el papel de Billy the Kid, y por Ethan Hawke.

## Vida personal
Se casó con la actriz Anna Wood en 2012. El 2 de abril de 2017 nació su hija Bowie Rose. En diciembre de 2019 se anunció que la pareja estaba esperando un segundo hijo. Su segundo hijo, Bert Apollo, nació en mayo de 2020.

## Filmografía

### Largometrajes
| Año  | Título                                      | Personaje                   |
| ---- | ------------------------------------------- | --------------------------- |
| 2010 | Amigo                                       | Gil                         |
| 2012 | Chronicle                                   | Andrew Detmer               |
| 2012 | Lawless                                     | Cricket Pate                |
| 2012 | Jack & Diane                                | Chris                       |
| 2012 | Lincoln                                     | Soldado blanco #2           |
| 2012 | The Place Beyond the Pines                  | Jason Glanton               |
| 2013 | Kill Your Darlings                          | Lucien Carr                 |
| 2013 | Devil's Knot                                | Chris Morgan                |
| 2013 | Metallica: Through the Never                | Trip                        |
| 2014 | The Amazing Spider-Man 2: Rise of Electro   | Harry Osborn / Duende Verde |
| 2014 | Life After Beth                             | Zach Orfman                 |
| 2015 | Knight of Cups                              | Paul                        |
| 2015 | Life                                        | James Dean                  |
| 2016 | Two Lovers and a Bear                       | Roman                       |
| 2016 | Ballerina                                   | Victor                      |
| 2017 | Tulip Fever                                 | Jan Van Loos                |
| 2017 | A Cure for Wellness                         | Lockhart                    |
| 2017 | Valerian and the City of a Thousand Planets | Valérian                    |
| 2018 | The Boxcar Children: Surprise Island        | John Joseph Alden           |
| 2019 | The Kid                                     | Billy the Kid               |
| 2023 | Oppenheimer                                 | Kenneth Nichols             |
| 2023 | Dumb Money                                  | Brad                        |

### Cortometrajes
| Año  | Título            | Personaje |
| ---- | ----------------- | --------- |
| 2005 | Woodrow Wilson    |           |
| 2008 | Stormy Weather    | Lewis     |
| 2010 | The Layla Project | Eric      |

### Televisión
| Año  | Título                            | Papel            | Notas                       |
| ---- | --------------------------------- | ---------------- | --------------------------- |
| 2008 | Law & Order: Special Victims Unit | Vincent Beckwith | Episodio: «Lunacy»          |
| 2010 | At Risk                           | Cal Tradd        | Telefilme                   |
| 2010 | The Front                         | Cal Tradd        | Telefilme                   |
| 2010 | In Treatment                      | Jesse D'Amato    | 7 episodios                 |
| 2011 | True Blood                        | Timbo            | 3 episodios                 |
| 2020 | ZeroZeroZero                      | Chris Lynwood    | 8 epsiodios                 |
| 2020 | The Stranger                      | Carl E.          | 13 episodios                |
| 2021 | Lisey's Story                     | Jim Dooley       | 8 episodios                 |
| 2022 | The Staircase                     | Clayton Peterson | 7 episodios                 |
| 2025 | Érase una vez el Oeste            | Jacob Pratt      | Coprotagonista, 6 episodios |

### Vídeos Musicales
| Año  | Título            | Artista         |
| ---- | ----------------- | --------------- |
| 2013 | Through the Never | Metallica       |
| 2014 | I Bet My Life     | Imagine Dragons |

## Reconocimientos

### Premios BAFTA
| Año  | Categoría                      | Película                       | Resultado |
| ---- | ------------------------------ | ------------------------------ | --------- |
| 2014 | Premio a la estrella emergente | Premio a la estrella emergente | Nominado  |